# Myrmecophyes alboornatus
Myrmecophyes alboornatus är en insektsart som först beskrevs av Carl Stål 1858.  Myrmecophyes alboornatus ingår i släktet Myrmecophyes och familjen ängsskinnbaggar. Inga underarter finns listade i Catalogue of Life.